# Julio Bolbochán

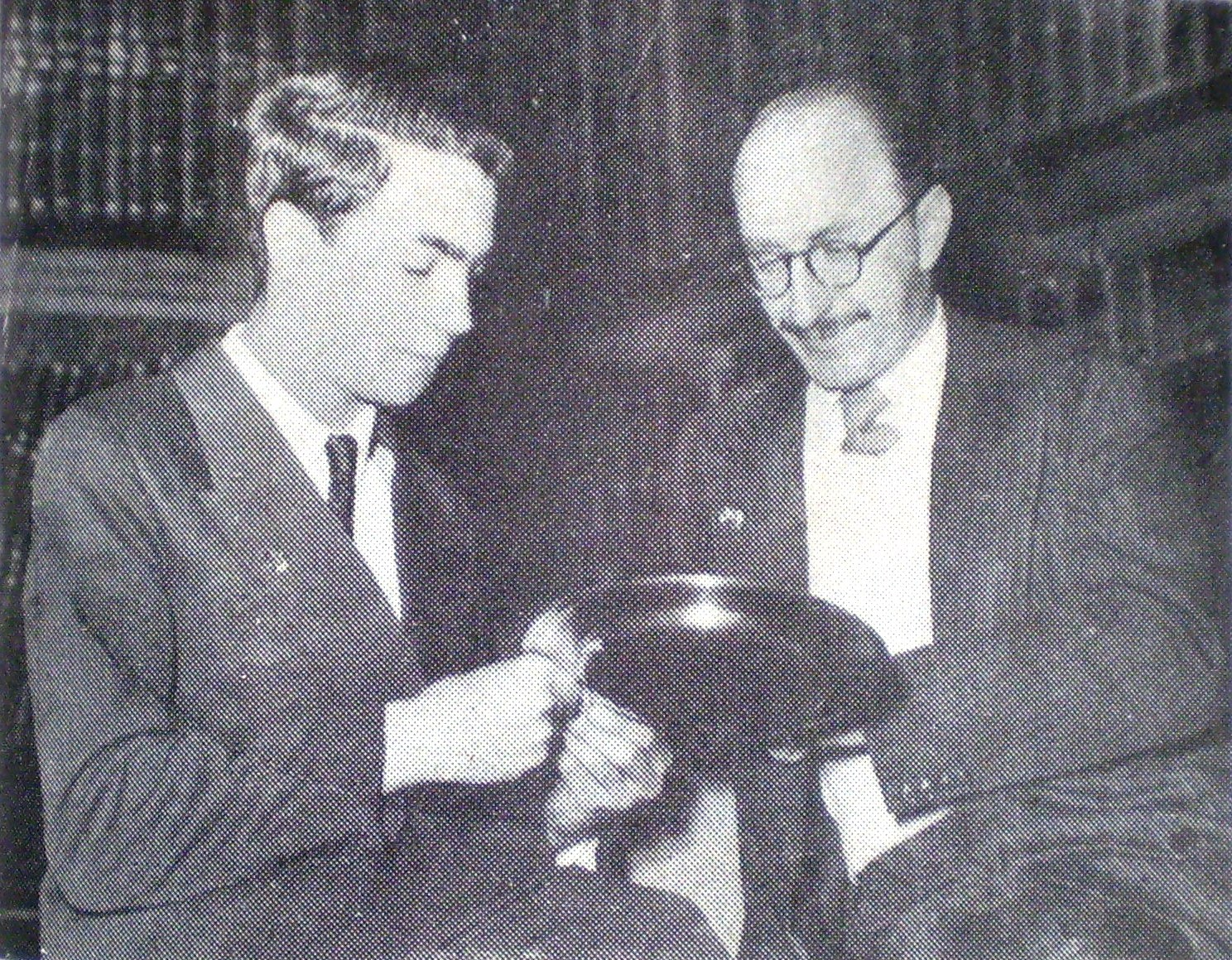
Óscar Panno und Julio Bolbochán 1980

Julio Bolbochán (* 10. März 1920 in Buenos Aires; † 28. Juni 1996 in Caracas, Venezuela) war ein argentinischer Schachspieler.
Bolbochán wurde argentinischer Meister in den Jahren 1946 und 1948. Zwischen 1950 und 1970 nahm er an sieben Schacholympiaden teil, wobei er bei der Schacholympiade 1950 in Dubrovnik eine Goldmedaille für sein Ergebnis von 11,5 aus 14 am zweiten Brett erhielt und 1954 in Amsterdam eine Silbermedaille für sein Ergebnis von 11,5 aus 15, wiederum am zweiten Brett. In der Mannschaftswertung waren die besten Ergebnisse drei zweite Plätze 1950, 1952 und 1954. 1955 erhielt er den Titel Internationaler Meister, 1977 den Titel Ehren-Großmeister. 
Zuletzt unterrichtete Bolbochán in Caracas an der Simon-Bolivar-Universität als Schachlehrer.
Julio Bolbocháns letzte Elo-Zahl betrug 2440. Seine höchste Elo-Zahl von 2500 hatte Bolbochán direkt nach Einführung der Elo-Zahlen im Juli 1971; diese blieb bis Januar 1986 gültig, da er in dieser Zeit keine gewertete Partie spielte. Vor Einführung der Elo-Zahlen betrug Bolbocháns höchste historische Elo-Zahl 2703, er erreichte diese im November 1954.
Sein älterer Bruder Jacobo Bolbochán (1906–1984) war 1931 und 1932 argentinischer Meister. Er nahm an drei Schacholympiaden 1935 in Warschau, 1937 in Stockholm und 1939 in Buenos Aires teil. Seine Erfolge bei den Schacholympiaden waren 1935 und 1939 mit jeweils drittbestem Einzelergebnis am zweiten bzw. dritten Brett.